# Баркин (Съфолк)
Баркин (на английски: Barking) е село и община в окръг Мид Съфолк, Великобритания. Намира се на около 3 километра западно от град Нидъм Маркет по пътя B1078. Към 2011 г. селото има 446 жители.
Известни са горите на юг от селото, представляващи „Участъци от особен научен интерес“. Това са древни горски масиви, документирани още от 13 век и включващи множество прораснали и пречупени дъбове и ясени, заемащи общо 95,1 ха.